# Duquesne Dukes

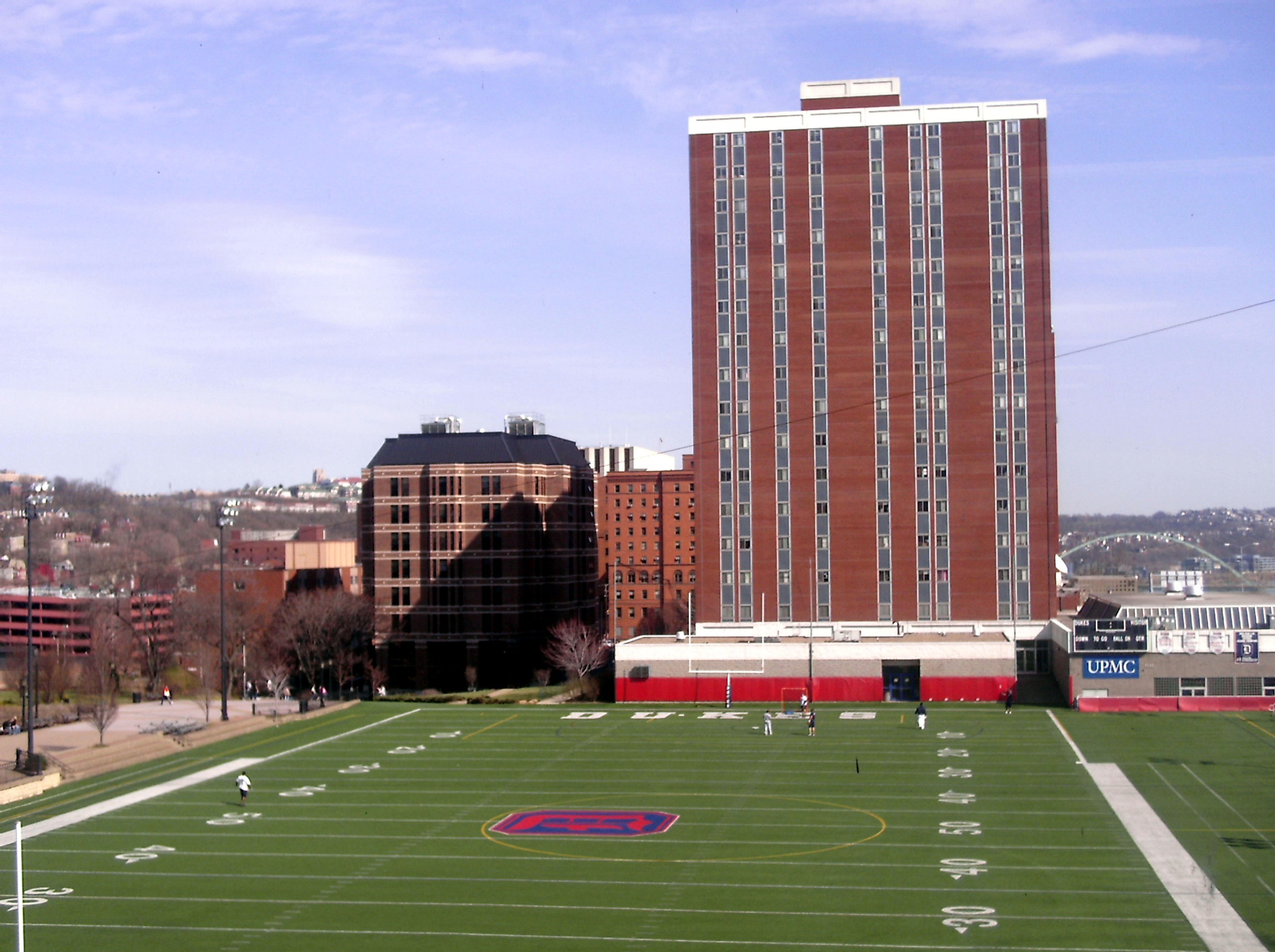
Arthur J. Rooney Athletic Field.

Duquesne Dukes (español: Duques de Duquesne) es la denominación que reciben los equipos deportivos de la Universidad Duquesne, situada en Pittsburgh, Pensilvania. Los equipos de los Dukes participan en las competiciones universitarias organizadas por la NCAA, y pertenecen a la Atlantic 10 Conference, excepto los equipos de fútbol americano y bowling femenino, que forman parte de la Northeast Conference. 

## Apodo
El apodo de Dukes tiene su origen en 1911, cuando la universidad adquirió su actual nombre en honor de Michel-Ange Duquesne,  gobernador francés de Canadá, que fue el primero en llevar la práctica del catolicismo a la región de Pittsburgh. Los colores de la universidad son el rojo y el azul, los mismos que la Congregación del Espíritu Santo, presentes desde el origen del centro.

## Equipos
Los Dukes tienen 6 equipos masculinos y 11 femeninos:
| - Masculino - Atletismo - Baloncesto - Cross - Fútbol - Fútbol americano - Tenis | - Femenino - Atletismo - Atletismo en pista cubierta - Baloncesto - Bowling - Cross - Fútbol - Lacrosse - Natación - Remo - Tenis - Voleibol |

## Baloncesto
El mayor éxito del equipo de baloncesto masculino de los Dukes fue la victoria en el NIT en 1950. Además, consiguió llegar a la Final Four de la NCAA en 1940. Dos de sus jugadores han sido números uno en el Draft de la NBA, Dick Ricketts en 1955 y Sihugo Green en 1956. Además, otros 31 jugadores de Duquesne han llegado a las ligas profesionales.

## Fútbol americano
El equipo de fútbol americano es el más antiguo de la universidad, compitiendo desde 1891. Su mayor éxito fue ganar el Orange Bowl en 1937. En total han conseguido ganar 11 títulos de conferencia. 50 de sus jugadores han llegado a jugar en la NFL.